# Paróquias da arquidiocese de Olinda e Recife
A Arquidiocese de Olinda e Recife é composta de 150 paróquias distribuídas pelos municípios pernambucanos de Olinda e Recife (sedes) e Abreu e Lima, Amaraji, Araçoiaba, Fernando de Noronha, Cabo de Santo Agostinho, Camaragibe, Escada, Igarassu, Ipojuca, Itamaracá, Itapissuma, Jaboatão dos Guararapes, Moreno, Paulista, Pombos, Primavera, São Lourenço da Mata e Vitória de Santo Antão.
| Município               | Paróquia (nome)                            | Bairro                  | Vicariato                 | Ano de ereção | Pároco                                                         |
| ----------------------- | ------------------------------------------ | ----------------------- | ------------------------- | ------------- | -------------------------------------------------------------- |
| Olinda                  | São Pedro Mártir de Verona                 | Carmo                   | Olinda                    | 1587          | Vigário Episcopal: Pe. Maurício Diniz                          |
| Olinda                  | Nossa Senhora de Fátima                    | Bairro Novo             | Olinda                    | 1952          | Mons. Lino Duarte Pe. Jideilton Lima                           |
| Olinda                  | Sagrado Coração de Jesus                   | Salgadinho              | Olinda                    | 1958          | Frei Carlos Antônio, OFM                                       |
| Olinda                  | Nossa Senhora da Ajuda                     | Peixinhos               | Olinda                    | 1964          | Pe. Josias Barbosa                                             |
| Olinda                  | Nossa Senhora de Guadalupe                 | Guadalupe               | Olinda                    | 1969          | Dom André Vicente, OSB                                         |
| Olinda                  | São Lucas                                  | Ouro Preto              | Olinda                    | 1984          | Pe. Dennys Pimentel                                            |
| Olinda                  | São Francisco                              | Rio Doce                | Olinda                    | 1984          | Pe. Givanildo Lima                                             |
| Olinda                  | São José                                   | Casa Caiada             | Olinda                    | 1997          | Pe. Lenildo Santana                                            |
| Olinda                  | Assunção de Maria                          | Rio Doce                | Olinda                    | 1999          | Pe. Ruan Perón                                                 |
| Olinda                  | Sagrado Coração de Jesus                   | Águas Compridas         | Olinda                    | 2002          | Pe. Danilo Rogério                                             |
| Olinda                  | Nossa Senhora da Conceição                 | Tabajara                | Olinda                    | 2013          | Pe. Paulo Roberto                                              |
| Olinda                  | Santa Rita de Cássia                       | Jardim Fragoso          | Olinda                    | 2019          | Pe. João Cláudio                                               |
| Olinda                  | São Benedito                               | São Benedito            | Olinda                    | 2019          | Pe. Gilberto José Pe. Edimilson José                           |
| Olinda                  | Divino Espirito Santo                      | Jardim Brasil           | Olinda                    | 2019          | Pe. Gustavo Nascimento                                         |
| Recife                  | São Frei Pedro Gonçalves                   | Recife Antigo           | Recife -Soledade          | 1655          | Pe. Damião Silva                                               |
| Recife                  | Santíssimo Sacramento                      | Santo Antônio           | Recife - Soledade         | 1786          | Pe. Roberto Nogueira                                           |
| Recife                  | Santíssimo Sacramento                      | Boa Vista               | Recife - Soledade         | 1805          | Pe. Cícero Alberes                                             |
| Recife                  | Nossa Senhora Da Paz                       | Afogados                | Recife - Jardim São Paulo | 1837          | Pe. Joatan Vitorino                                            |
| Recife                  | Nossa Senhora do Rosário                   | Várzea                  | Recife - Várzea           | 1837          | Pe. Francisco Sales, SCJ                                       |
| Recife                  | São José                                   | São José                | Recife - Soledade         | 1844          | Pe. José Augusto                                               |
| Recife                  | Nossa Senhora das Graças                   | Graças                  | Recife - Soledade         | 1870          | Pe. Josenildo Tavares, OMI                                     |
| Recife                  | Nossa Senhora de Belém                     | Encruzilhada            | Recife - Soledade         | 1911          | Pe. Bernardo Alves                                             |
| Recife                  | Nossa Senhora da Piedade                   | Santo Amaro             | Recife - Soledade         | 1912          | Pe. Caetano Pereira                                            |
| Recife                  | Nossa Senhora do Rosário e Santa Luzia     | Torre                   | Recife - Soledade         | 1912          | Mons. Romeu da Fonte Pe. Luciano Brito                         |
| Recife                  | Nossa Senhora da Conceição                 | Barro                   | Recife - Jardim São Paulo | 1915          | Pe. Marcelo Klein, MSF                                         |
| Recife                  | Sagrado Coração de Jesus                   | Casa Forte              | Recife - Soledade         | 1917          | Pe. Fábio Paz                                                  |
| Recife                  | Nossa Senhora da Conceição                 | Beberibe                | Recife - Beberibe         | 1918          | Vigário Episcopal: Pe. Hélio do Nascimento                     |
| Recife                  | Nossa Senhora da Soledade                  | Soledade                | Recife - Soledade         | 1928          | Vigário Episcopal: Pe. Paulo Sérgio Monteiro                   |
| Recife                  | Nossa Senhora do Rosário                   | Pina                    | Recife - Boa Viagem       | 1935          | Frei William Oliveira, OFMCap                                  |
| Recife                  | São Sebastião                              | Cordeiro                | Recife - Várzea           | 1935          | Pe. Ewerton Murilo                                             |
| Recife                  | Bom Jesus do Arraial                       | Casa Amarela            | Recife - Soledade         | 1935          | Pe. Paulo Sergio Vieira                                        |
| Recife                  | Santo Antônio                              | Água Fria               | Recife - Beberibe         | 1939          | Pe. Eronides Silva                                             |
| Recife                  | Coração Eucarístico de Jesus               | Espinheiro              | Recife - Soledade         | 1941          | Frei Luiz Nunes, OC                                            |
| Recife                  | Nossa Senhora do Rosário                   | Tejipió                 | Jaboatão                  | 1943          | Pe. Adriano Tenório                                            |
| Recife                  | Nossa Senhora de Fátima                    | Boa Viagem              | Recife - Boa Viagem       | 1998          | Pe. Moisés Ferreira Mons. José Alberico                        |
| Recife                  | São Judas Tadeu                            | Cajueiro                | Recife - Beberibe         | 1952          | Pe. Claudionor Lima                                            |
| Recife                  | Nossa Senhora do Bom Parto                 | Campo Grande            | Recife - Soledade         | 1952          | Pe. Antônio Diego                                              |
| Recife                  | Nossa Senhora de Fátima                    | Mangabeira              | Recife - Beberibe         | 1952          | Pe. Maurício Florêncio                                         |
| Recife                  | Nossa Senhora da Conceição                 | Iputinga                | Recife - Várzea           | 1952          | Pe. Cícero Ferreira                                            |
| Recife                  | Santa Luzia                                | Estância                | Recife - Jardim São Paulo | 1952          | Pe. Severino Arruda                                            |
| Recife                  | Nossa Senhora dos Remédios                 | Remédios                | Recife - Jardim São Paulo | 1953          | Pe. Marcelo Silva                                              |
| Recife                  | Nossa Senhora do Perpétuo Socorro          | Madalena                | Recife - Soledade         | 1952          | Pe. Mailson Regis, CSSR                                        |
| Recife                  | São João Batista                           | Sancho                  | Recife - Jardim São Paulo | 1955          | Pe. Ismar Farias, MSF                                          |
| Recife                  | São Sebastião                              | Alto do Pascoal         | Recife - Beberibe         | 1957          | Frei Edivan Santos, OFMCap                                     |
| Recife                  | Santa Maria Maria Mãe de Deus              | Macaxeira               | Recife - Beberibe         | 1957          | Pe. Reginaldo Ferreira                                         |
| Recife                  | Nossa Senhora da Conceição Aparecida       | Vila do Ipsep           | Recife - Boa Viagem       | 1958          | Pe. José Amaro                                                 |
| Recife                  | São Paulo Apóstolo                         | Jardim São Paulo        | Recife - Jardim São Paulo | 1959          | Vigário Episcopal: Pe. João Carlos Magalhães                   |
| Recife                  | Nossa Senhora de Lourdes                   | Nova Descoberta         | Recife - Beberibe         | 1959          | Pe. Severino José                                              |
| Recife                  | Santa Isabel                               | Alto Santa Isabel       | Recife - Beberibe         | 1962          | Pe. Sérgio Muniz                                               |
| Recife                  | Nossa Senhora da Penha                     | São José                | Recife - Soledade         | 1964          | Frei Hélio Ferreira, OFMCAP                                    |
| Recife                  | São Sebastião E Santo Amaro                | Santo Amaro             | Recife - Soledade         | 1964          | Pe. Domingos Sávio                                             |
| Recife                  | Nossa Senhora das Graças                   | Engenho do Meio         | Recife - Várzea           | 1964          | Vigário Episcopal: Pe. Rosivaldo Torres                        |
| Recife                  | Coração Imaculado de Maria                 | Brasília Teimosa        | Recife - Boa Viagem       | 1964          | Pe. Fábio Santos                                               |
| Recife                  | Nossa Senhora da Conceição                 | Mangueira               | Recife - Jardim São Paulo | 1964          | Pe. Marcos Paulo                                               |
| Recife                  | Nossa Senhora do Rosário de Pompeia        | Mustardinha             | Recife - Jardim São Paulo | 1965          | Pe. Nildo Leal                                                 |
| Recife                  | Nossa Senhora das Dores                    | Apipucos                | Recife - Beberibe         | 1965          | Pe. Fabiano Cabral                                             |
| Recife                  | Nossa Senhora da Conceição                 | Morro da Conceição      | Recife - Beberibe         | 1976          | Pe. Pedro Luis, CSSR                                           |
| Recife                  | São Sebastião e São Cristóvão              | Imbiribeira             | Recife - Boa Viagem       | 1998          | Pe. Severino Aquino                                            |
| Recife                  | Nossa Senhora da Boa Viagem                | Boa Viagem              | Recife - Boa Viagem       | 1948          | Mons. Edvaldo Bezerra Pe. Fábio Leite                          |
| Recife                  | Nossa Senhora do Rosário                   | Boa Viagem              | Recife - Boa Viagem       | 1998          | Pe. Acácio Carvalho                                            |
| Recife                  | Cristo Redentor                            | Jordão Alto             | Ibura                     | 1999          | Pe. Edcarlos Alves, OMI                                        |
| Recife                  | Nossa Senhora do Perpétuo Socorro          | Jardim São Paulo        | Recife - Jardim São Paulo | 2011          | Pe. Fábio André                                                |
| Recife                  | Jesus Cristo Bom Pastor                    | Brejo da Guabiraba      | Recife - Beberibe         | 2012          | Pe. João Henrique                                              |
| Recife                  | São Sebastião                              | Vasco da Gama           | Recife - Beberibe         | 1956          | Pe. Paulo Dutra                                                |
| Recife                  | Nossa Senhora de Fátima                    | San Martin              | Recife - Jardim São Paulo | 2014          | Pe. Cleyton Dias, SDB                                          |
| Recife                  | São Vicente de Paula                       | Dois Unidos             | Recife - Beberibe         | 2017          | Pe. Genilson Neri, SJ                                          |
| Recife                  | Nossa Senhora do Conceição                 | UR 05                   | Ibura                     | 2016          | Pe. Gilvan Ferreira                                            |
| Recife                  | Cristo Rei do Universo                     | UR 02                   | Ibura                     | 2013          | Pe. Sivaldo Silva Pe. Miguel Gonçalves                         |
| Recife                  | Santo Antônio                              | Areias                  | Recife - Jardim São Paulo | 2015          | Pe. Hewerton de Castro                                         |
| Recife                  | Santo Antônio                              | Torrões                 | Recife - Várzea           | 2016          | Pe. Luiz Gustavo                                               |
| Recife                  | São Francisco de Assis                     | UR 07                   | Recife - Várzea           | 2017          | Pe. Elisafan Melo                                              |
| Recife                  | São Paulo da Cruz e São José               | Nova Morada             | Recife - Várzea           | 2022          | Pe. Paulo Antônio, CP                                          |
| Fernando de Noronha     | Nossa Senhora dos Remédios                 | Fernando de Noronha     | Recife - Soledade         | 2017          | Pe. Flávio Ribeiro                                             |
| Abreu e Lima            | São José                                   | Centro                  | Paulista                  | 1965          | Mons. Manoel Marques                                           |
| Abreu e Lima            | São João Bosco                             | Caetés                  | Paulista                  | 2010          | Pe. Antônio Gomes, SDB                                         |
| Abreu e Lima            | Nossa Senhora das Dores                    | Caetés Velho            | Paulista                  | 2018          | Pe. Edvaldo Manoel                                             |
| Abreu e Lima            | São Miguel                                 | Matinha                 | Paulista                  | 2015          | Pe. Valdenor José                                              |
| Amaraji                 | São José da Boa Esperança                  | Centro                  | Cabo                      | 1904          | Pe. Anistaine Soares                                           |
| Araçoiaba               | Nossa Senhora do Monte                     | Centro                  | Igarassu                  | 1997          | Dom Plácido Paz                                                |
| Cabo de Santo Agostinho | Santo Antônio                              | Centro                  | Cabo                      | 1622          | Vigário Episcopal: Pe. José Severino                           |
| Cabo de Santo Agostinho | Nossa Senhora do Bom Conselho              | Ponte dos Carvalhos     | Cabo                      | 1962          | Pe. José Valdir                                                |
| Cabo de Santo Agostinho | São José Operário                          | Vila Social             | Cabo                      | 1964          | Pe. Gilson José                                                |
| Cabo de Santo Agostinho | São José                                   | Vila Juçaral            | Vitória                   | 1964          | Pe. José Júnior                                                |
| Cabo de Santo Agostinho | Nossa Senhora Rainha da Paz                | Pontezinha              | Cabo                      | 2012          | Pe. Thiago da Luz                                              |
| Cabo de Santo Agostinho | Cristo Rei                                 | Cohab                   | Cabo                      | 2013          | Pe. Marlon Laureano                                            |
| Cabo de Santo Agostinho | São Pedro                                  | Gaibu                   | Cabo                      | 2018          | Pe. Adailton Moura                                             |
| Cabo de Santo Agostinho | Nossa Senhora de Lourdes                   | Pirapama                | Cabo                      | 2019          | Pe. Marcos Antônio                                             |
| Camaragibe              | São Pio X                                  | Centro                  | São Lourenço              | 1964          | Pe. Henrique Benjamin, SCJ                                     |
| Camaragibe              | Sagrado Coração de Jesus                   | Vila da Fábrica         | São Lourenço              | 1984          | Pe. Carlos Alberto, SCJ                                        |
| Camaragibe              | São Francisco de Assis                     | Timbí                   | São Lourenço              | 2015          | Pe. Taciano Rolin                                              |
| Camaragibe              | São João Batista                           | Aldeia                  | São Lourenço              | 2019          | Pe. Eudézio Victor                                             |
| Camaragibe              | Sant'Ana                                   | Santana                 | São Lourenço              | 2019          | Pe. Thales Figueiredo                                          |
| Camaragibe              | Santa Rita de Cássia                       | Timbí                   | São Lourenço              | 2019          | Pe. Valter Lima                                                |
| Escada                  | Nossa Senhora da Apresentação              | Centro                  | Cabo                      | 1786          | Pe. Paulo Augusto                                              |
| Escada                  | Sagrado Coração de Jesus                   | Jaguaribe               | Cabo                      | 2015          | Pe. Alberto Falcão                                             |
| Escada                  | Santa teresinha do Menino Jesus            | Freixeiras              | Cabo                      | 2020          | Pe. Veridiano Silva                                            |
| Igarassu                | São Cosme e São Damião                     | Centro                  | Igarassu                  | 1596          | Vigário Episcopal: Pe. José Josivan Pe. Manoel Messias         |
| Igarassu                | Nossa Senhora do Rosário                   | Cruz de Rebouças        | Igarassu                  | 1999          | Pe. Ivan Maciel                                                |
| Igarassu                | Sagrada Família                            | Lot. Agamenon Magalhães | Igarassu                  | 2014          | Pe. Jaime Alves                                                |
| Igarassu                | Santa Luzia                                | Cruz de Rebouças        | Igarassu                  | 2019          | Pe. João Batista                                               |
| Ipojuca                 | São Miguel                                 | Centro                  | Cabo                      | 1550          | Frei Rogério Lopes, OFM                                        |
| Ipojuca                 | Nossa Senhora do Ó                         | Nossa Senhora do Ó      | Cabo                      | 2005          | Pe. Douglas Severo                                             |
| Ipojuca                 | Nossa Senhora do Desterro                  | Porto de Galinhas       | Cabo                      | 2016          | Pe. Roberto França                                             |
| Ipojuca                 | Santo Antônio e Nossa Senhora da Conceição | Camela                  | Cabo                      | 2017          | Pe. Laion Fernandes                                            |
| Itamaracá               | Nossa Senhora do Pilar                     | Centro                  | Igarassu                  | 1550          | Pe. Nilson Lourenço                                            |
| Itapissuma              | São Gonçalo do Amarante                    | Centro                  | Igarassu                  | 1984          | Pe. Antônio Neto                                               |
| Jaboatão dos Guararapes | Santo Amaro                                | Centro                  | Jaboatão                  | 1598          | Vigário Episcopal: Pe. Rogério Silva                           |
| Jaboatão dos Guararapes | Nossa Senhora do Rosário                   | Muribeca                | Ibura                     | 1598          | Pe. Josenilson Silva                                           |
| Jaboatão dos Guararapes | Nossa Senhora do Perpétuo Socorro          | Socorro                 | Jaboatão                  | 1953          | Pe. Robson Soares                                              |
| Jaboatão dos Guararapes | Nossa Senhora de Lourdes                   | Cavaleiro               | Jaboatão                  | 1958          | Pe. Iranjunior Leita, MSF                                      |
| Jaboatão dos Guararapes | Santo Antônio                              | Prazeres                | Recife - Boa Viagem       | 1964          | Pe. Gerson Aparecido                                           |
| Jaboatão dos Guararapes | Nossa Senhora do Carmo                     | Cajueiro Seco           | Recife - Boa Viagem       | 1984          | Vigário Episcopal: Frei Joaquim Luz, OC                        |
| Jaboatão dos Guararapes | Nossa Senhora das Candeias                 | Candeias                | Recife - Boa Viagem       | 1984          | Pe. Rinaldo Pereira                                            |
| Jaboatão dos Guararapes | Nossa Senhora da Piedade                   | Piedade                 | Recife - Boa Viagem       | 1984          | Frei José Leandro, OC                                          |
| Jaboatão dos Guararapes | Sagrado Coração de Jesus                   | Curado II               | Várzea                    | 1997          | Pe. Irmael Vieira                                              |
| Jaboatão dos Guararapes | Nossa Senhora de Fátima                    | UR 11                   | Ibura                     | 2002          | Vigário Episcopal: Pe. Marcelo Marques                         |
| Jaboatão dos Guararapes | Nossa Senhora do Rosário                   | Novo Guararapes         | Ibura                     | 1984          | Pe. Ivanilson Silva                                            |
| Jaboatão dos Guararapes | São Pedro Apóstolo                         | Santo Aleixo            | Jaboatão                  | 2011          | Pe. Antônio Pereira                                            |
| Jaboatão dos Guararapes | Nossa Senhora Aparecida                    | Vila Rica               | Jaboatão                  | 2012          | Pe. Osman de Morais                                            |
| Jaboatão dos Guararapes | Nossa Senhora das Graças                   | UR 01                   | Ibura                     | 2013          | Pe. Jair Honório                                               |
| Jaboatão dos Guararapes | Nossa Senhora do Loreto                    | Piedade                 | Recife - Boa Viagem       | 2013          | Pe. Valdemir José                                              |
| Jaboatão dos Guararapes | Nossa Senhora das Graças                   | Curado II               | Recife - Várzea           | 2019          | Pe. Renato Matheus                                             |
| Jaboatão dos Giararapes | Santa Joana D'Arc                          | Dois Carneiros          | Jaboatão                  | 2021          | Pe. Wellington Manoel                                          |
| Jaboatão dos Guararapes | São João Batista                           | Comportas               | Recife - Boa Viagem       | 2021          | Pe. Renan Maurício                                             |
| Jaboatão dos Guararapes | Nossa Senhora do Rosário                   | Centro                  | Jaboatão                  | 2022          | Pe. Kaio Duarte                                                |
| Jaboatão dos Guararapes | Nossa Senhora Perpétuo Socorro             | Marcos Freire           | Ibura                     | 2022          |                                                                |
| Jaboatão dos Guararapes | Santo Antônio                              | Barra de Jangada        | Recife - Boa Viagem       | 2022          | Pe. Edmilson Lopes                                             |
| Moreno                  | Nossa Senhora da Conceição                 | Centro                  | Vitória                   | 1919          | Pe. Rubens Soares                                              |
| Moreno                  | Santa Teresinha do Menino Jesus            | Bonança                 | Vitória                   | 1997          | Pe. Maxlander Lima                                             |
| Moreno                  | São Sebastião                              |                         | Vitória                   | 2015          | Pe. Carlos André                                               |
| Paulista                | Nossa Senhora dos Prazeres                 | Maranguape II           | Paulista                  | 1681          | Pe. Charles de Araújo                                          |
| Paulista                | Nossa Senhora do Ó                         | Pau Amarelo             | Paulista                  | 1984          | Pe. Alessandro Corazza, PSPM                                   |
| Paulista                | Nossa Senhora Aparecida                    | Janga                   | Paulista                  | 1997          | Pe. Devyson Soares                                             |
| Paulista                | Nossa Senhora de Fátima                    | Paratibe                | Paulista                  | 1997          | Pe. Carlos Fred, SCJ                                           |
| Paulista                | São Francisco de Assis                     | Vila Torres Galvão      | Paulista                  | 2012          | Vigário Episcopal: Pe. Osvaldo Lopes                           |
| Paulista                | Santa Clara                                | Jardim Paulista         | Paulista                  | 2016          | Pe. Pedro Silva, SCJ                                           |
| Paulista                | Santa Isabel Rainha de Portugal            | Centro                  | Paulista                  | 2019          | Pe. Adriano das Chagas                                         |
| Pombos                  | Nossa Senhora dos Impossíveis              | Centro                  | Vitória                   | 1944          | Pe. Rosivaldo Pontes Pe. Francisco de Assis                    |
| Primavera               | Santo Antônio                              | Centro                  | Cabo                      | 1999          | Pe. Rubens Florêncio                                           |
| São Lourenço da Mata    | Nossa Senhora da Luz                       | Matriz da Luz           | São Lourenço              | 1594          | Pe. Jurandir Inácio                                            |
| São Lourenço da Mata    | São Lourenço Mártir                        | Centro                  | São Lourenço              | 1775          | Vigário Episcopal: Pe. Deonilson Nogueira                      |
| São Lourenço da Mata    | Santo Antônio                              | Tiúma                   | São Lourenço              | 2010          | Pe. Adriano Araújo                                             |
| São Lourenço da Mata    | Nossa Senhora Aparecida                    | Parque Capibaribe       | São Lourenço              | 2022          | Pe. Davi Gonçalves                                             |
| São Lourenço da Mata    | São João Paulo II                          | Penedo                  | São Lourenço              | 2023          | Pe. José Araújo dos Santos, ObM                                |
| Vitória de Santo Antão  | Santo Antão                                | Centro                  | Vitória                   | 1742          | Vigário Episcopal: Pe. Josivaldo Bezerra Pe. Djanilson Pereira |
| Vitória de Santo Antão  | Nossa Senhora do Livramento                | Livramento              | Vitória                   | 1949          | Pe. Sérgio Pereira Pe. Hector Ruiz                             |
| Vitória de Santo Antão  | Nossa Senhora de Fátima                    | Água Branca             | Vitória                   | 1998          | Pe. André Martins                                              |
| Vitória de Santo Antão  | Nossa Senhora da Conceição Aparecida       | Bela Vista              | Vitória                   | 2000          | Pe. Francisco de Assis, OMI                                    |
| Vitória de Santo Antão  | São Vicente de Paulo                       | Maués                   | Vitória                   | 2011          | Pe. Alberto Milanez                                            |
| Vitória de Santo Antão  | Nossa Senhora do Amparo                    | Amparo                  | Vitória                   | 2020          | Pe. Cardoso Pereira                                            |
| Vitória de Santo Antão  | São João Batista                           | Pirituba                | Vitória                   | 2022          | Pe. Rafael Menezes                                             |